# Опера в Германии и Австрии

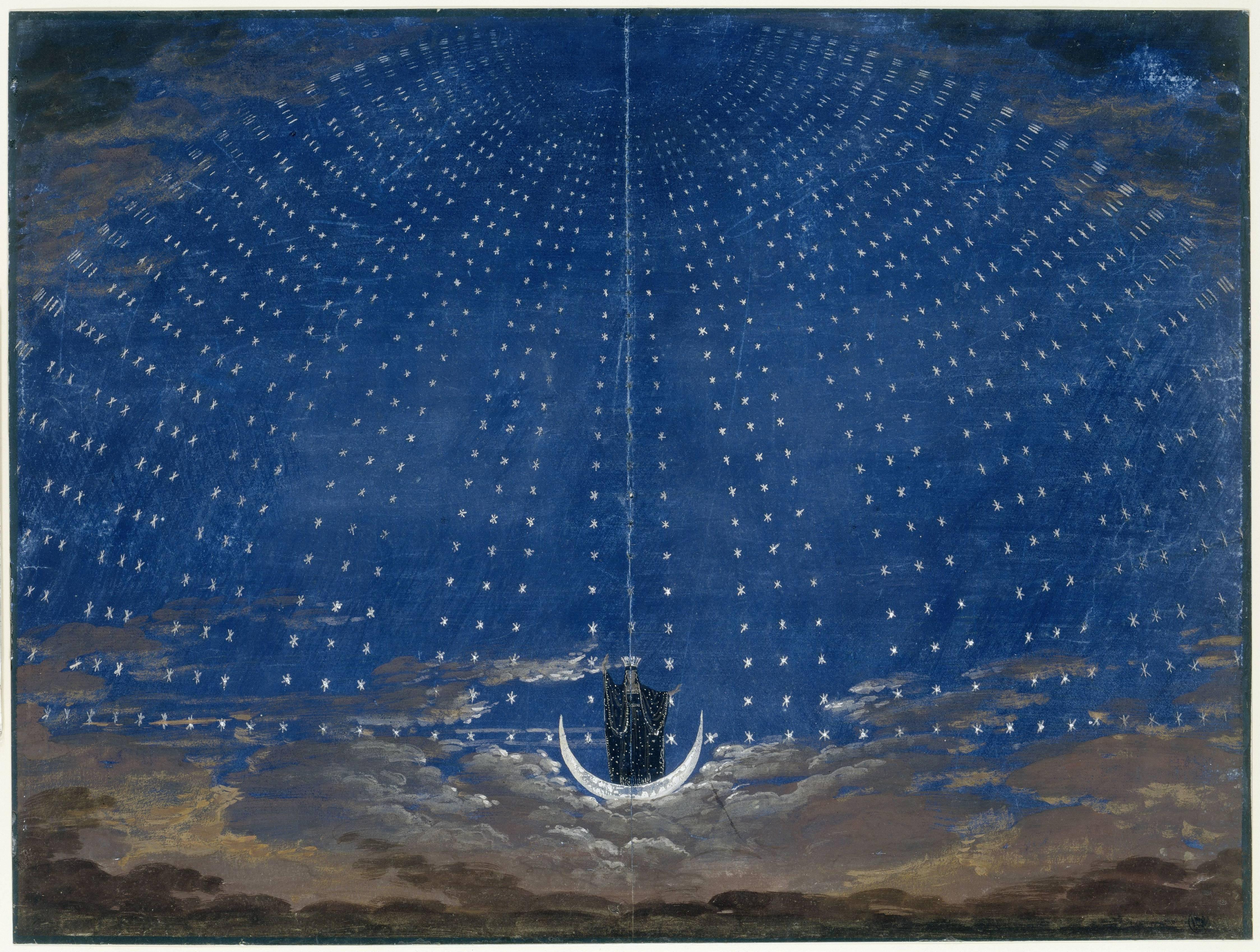
Декорация к «Волшебной флейте» Моцарта (1815)

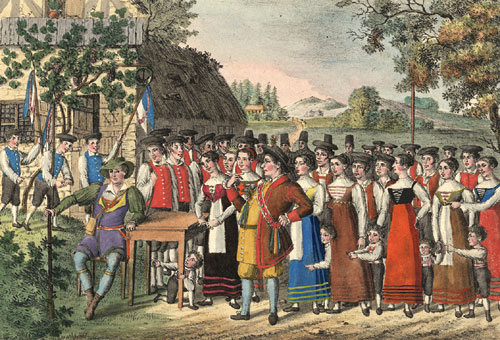
Рисунок к «Волшебному стрелку» Вебера (1822)

Немецкая опера отсчитывает свою историю с первой трети XVII века. Среди её представителей — такие композиторы, как Вольфганг Амадей Моцарт, Людвиг ван Бетховен, Рихард Вагнер, Рихард Штраус и многие другие.

## История

### XVII век

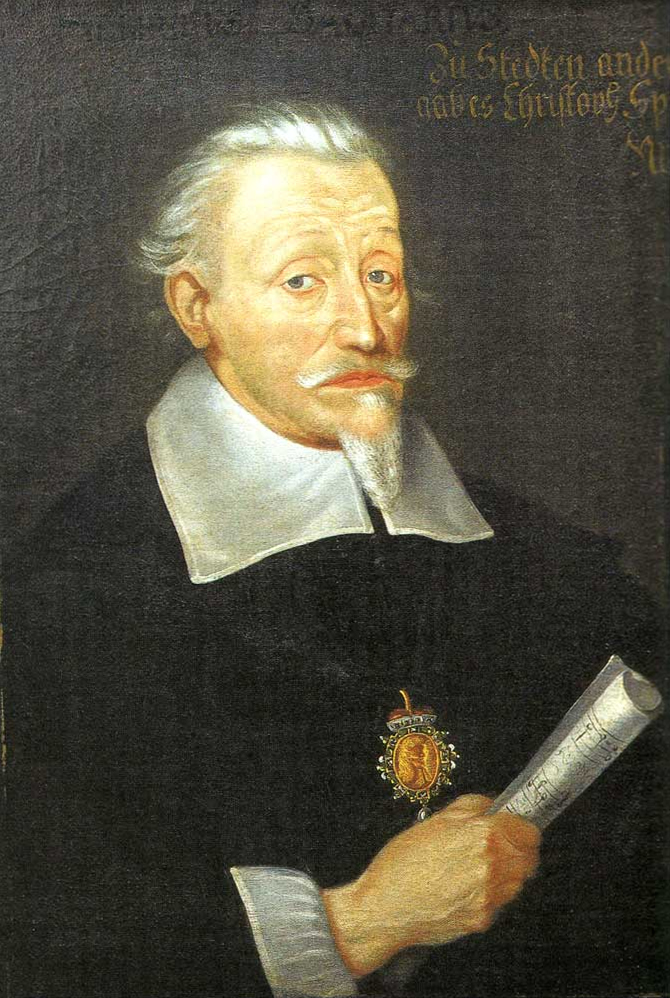
Генрих Шюц

Зарождение оперы в Германии относят к первой трети XVII века. Исследователи отмечают, что исследование истоков немецкого оперного искусства сильно затруднено из-за утраты партитур, отсутствия нотных источников, отсутствия тиража у публикаций. В этот период оперные постановки достаточно редки и являются разовыми событиями (они, как правило, приурочены к различным празднествам при дворах местных монархов), поскольку были масштабными предприятиями: требовали больших финансовых вложений, трудоёмких роскошных декораций.
Центрами развития оперы в это время являются города Дрезден, Мюнхен, Инсбрук. Именно дрезденскими артистами была представлена публике «Дафна» Генриха Шюца (поставлена в Торгау в 1627 году), которая признаётся первым опытом сочинения немецкой оперы.
В дальнейшем в немецкой музыке отмечается очень сильное итальянское влияние. В Ганновере, Дрездене, Инсбруке, Дюссельдорфе, и особенно в Мюнхене, оперы ставятся достаточно активно, но это преимущественно оперы итальянских композиторов и оперы, подражающие итальянским образцам. Как указывает Е. М. Браудо, оперные представления «без участия итальянских артистов и композиторов просто не мыслились… Городом обетованным для всех артистов была Вена, где образовалась целая колония итальянских музыкантов».
Около середины 1680-х годов на немецкие сцены попадают оперы Люлли «Прозерпина», «Психея», «Тезей», «Кадм и Гермиона», «Тезей», «Изис», «Психея», «Беллерофон», «Прозерпина», «Роланд», что также оказывает влияние на музыку немецких композиторов.

#### Появление немецкой оперной школы
Формирование национальной немецкой оперной школы связывается с возникновением Гамбургского оперного театра. Создание этого театра началось в 1677 году по инициативе городского самоуправления. Гамбург был городом, не затронутым Тридцатилетней войной, и местные бюргеры обладали достаточными средствами для организации собственной оперной сцены. Театр был открыт 2 января 1678 года оперой «Адам и Ева, или Сотворённый, павший и спасённый человек», написанной учеником Шюца Иоганном Тайле. В отличие от существующих оперных театров в других немецких городах Гамбургский оперный театр не был придворным, первое время труппа состояла из певцов-любителей; кроме того театр зависел не от пристрастий двора, а от вкусов протестантского среднего класса и духовенства, что нашло отражение в его репертуаре. В первые годы существования театра ставились произведения на религиозные сюжеты. В дальнейшем круг постановок расширился до мифологических, и легендарно-исторических, бытовых, а также опер «на злобу дня».
С 1695 года музыкальным руководителем театра стал композитор и дирижёр И. З. Куссер, ранее поставивший ряд собственных опер в Брауншвейге. Куссер был лично знаком с Люлли и находился под воздействием творчества французского композитора. В Гамбурге он ввёл увертюру по образцу произведений Люлли, танцевальные фрагменты в опере и вообще постарался привить французский стиль. В этот период в театре, среди прочих, ставятся комические оперы Георга Филиппа Телемана, произведения Генделя, Иоганна Маттезона, Райнхарда Кайзера, который впоследствии сменил Куссера на посту музыкального руководителя, а затем стал и директором театра.
Кайзер — автор около 100 опер, в которых красочная и тонкая инструментовка свидетельствует о французском влиянии, вокальные формы — об итальянском, но при этом в мелодической структуре арий Кайзера всё же проявляется немецкий песенный стиль.
С 1738 года Гамбургский оперный театр прекращает своё существование. C 1741 года оперные постановки в городе возобновляются, но уже силами итальянской труппы. Таким образом, в 1730-е годы развитие немецкой оперной школы на время останавливается.

### XVIII век

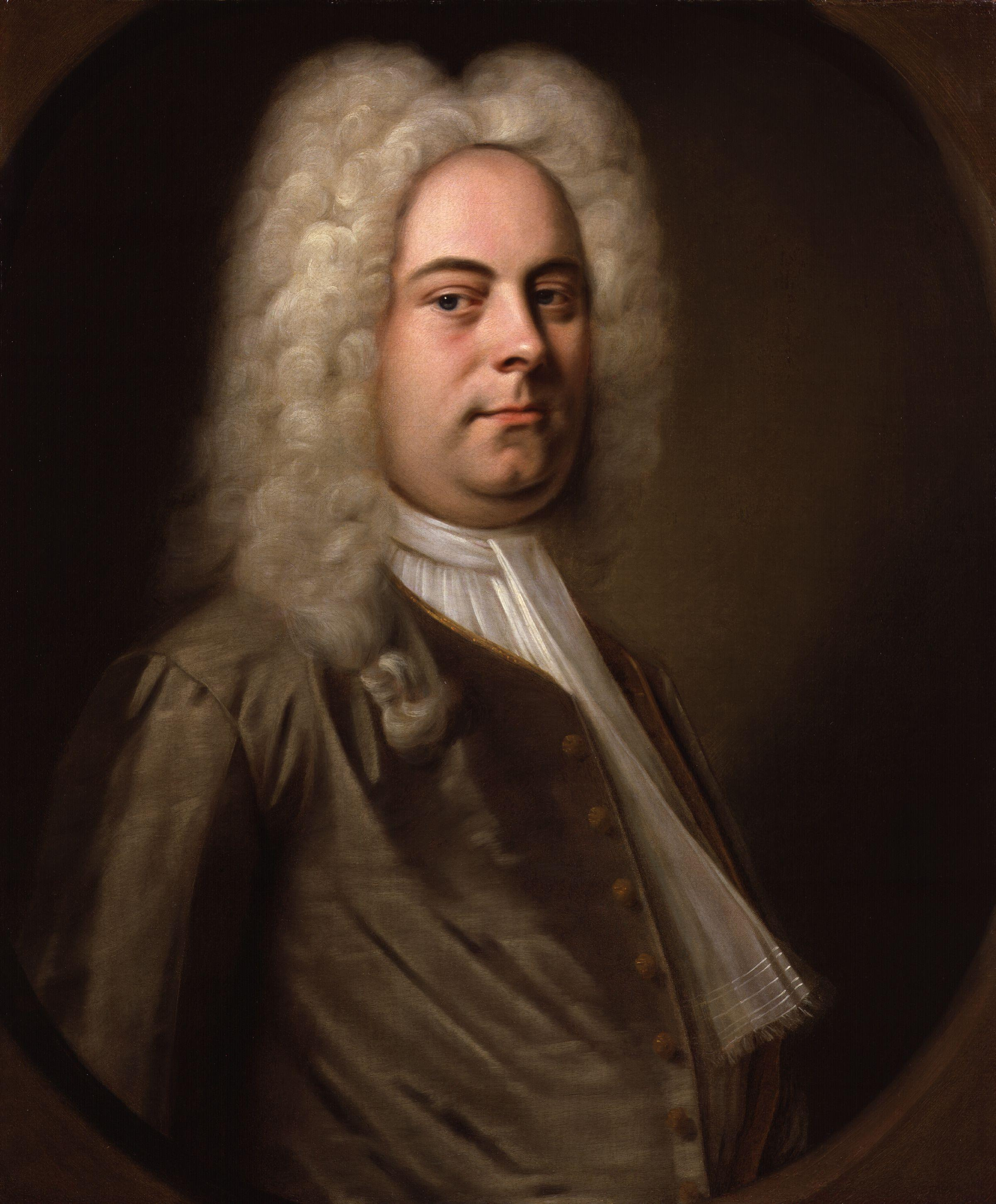
Георг Фридрих Гендель

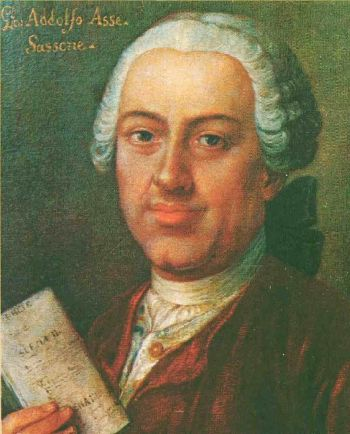
Иоганн Адольф Хассе

Во второй четверти XVIII века достигает своего расцвета Дрезденская опера. В этот период театром руководит Иоганн Адольф Хассе, которого некоторые исследователи называют величайшим немецким оперным композитором первой половины столетия. Хассе пришёл в оперу как певец, в юности он выступал в театрах Гамбурга и Брауншвейга, затем стал автором нескольких немецких опер, после чего отправился в Неаполь и стал там учеником Николы Порпоры и Алессандро Скарлатти. Добившись успеха как композитор в Италии, Хассе возвращается в Германию. К 1740-м годам, когда он возглавляет оперный театр в Дрездене, он уже широко известен во всей Западной Европе. Е. М. Браудо указывает, что в этот период «там, где имена Генделя и Баха упоминались только вскользь в качестве учёных контрапунктистов, Хассе считался музыкальным светочем». Композитор оставил после себя более шестидесяти опер, по стилю схожих с произведениями Скарлатти. Среди лучших достижений Хассе отмечают его шедевры в области большой арии и образцовую декламацию в речитативах.
Первая половина XVIII века — это также период активного творчества Георга Генделя, начинавшего как дирижёр и композитор 1700-х годах в той же Гамбургской опере, однако в 1706 году перебравшегося в Италию, а позже — в Англию. Именно в Англии созданы его основные произведения. Оперы Генделя написаны в жанре итальянской opera seria, однако композитор стремился к реформе этого вида оперы, желая драматизировать его, усилить роль оркестра и хора. Как полагает Т. Н. Ливанова, именно творчество Генделя подготовило дальнейшие оперные реформы, осуществлённые позднее К. В. Глюком и В. А. Моцартом.

#### Зингшпиль
Во второй половине XVIII века начинается расцвет немецкого зингшпиля (нем. Singspiel — «песенная игра»). Первые зингшпили с выраженными чертами немецкой народной мелодики появлялись ещё в середине XVII века и носили морализующий характер. В 1750-х годах зингшпиль — сложившаяся разновидность комической оперы. На развитие этого жанра в Германии повлияла французская и английская комическая опера, и первоначально сюжеты зингшпилей заимствовались из французских образцов или тщательно подражали им. Однако именно этот жанр избрали полем деятельности сторонники национального немецкого искусства, заявляющие протест против неестественной, вычурной манеры пения, которую они усматривали в опере-сериа. Авторы зингшпилей стремились наполнять свои произведения такими мелодиями, которые могли бы без труда запоминаться слушателями. При этом у знатных персонажей арии в итальянском стиле, как подобающие их положению, сначала всё же отнять не решались.
В 1743 году в Берлине поставлен на немецком языке английский фарс «The Devil to Pay or The Wires, Metamorphosed» Коффи. В 1751 году в Вене в этом жанре ставится сатирическое произведение Йозефа Гайдна «Кривой дьявол», в 1760-е годы появляется ряд зингшпилей Иоганна Адама Хиллера (среди них — «Чёрт на свободе», представленный публике в 1766 году в Лейпциге) и многочисленных других авторов. Либретто для нескольких зингшпилей написал Иоганн Гёте.
В скором времени зингшпиль настолько распространился, что исследователями даже отмечены жалобы на вытеснение комической оперой всех прочих музыкальных жанров.
В 1770-е годы из Франции пришла новая музыкальная форма — мелодрама, основателем которой был Жан-Жак Руссо. В этой разновидности оперы арии отсутствовали вообще, действие целиком передавалось декламацией. На немецкой почве мелодраму развивал композитор Георг Бенда, написавший произведения «Ариадна на Наксосе», «Медея», «Пигмалион», «Кефал и Прокрида», «Альмансор и Надина», где музыка не сопутствовала непосредственно слову, а либо предшествовала, либо следовала ему в виде оркестровых фраз. Принцип мелодрамы в дальнейшем использовался многими композиторами, в том числе Бетховеном в «Фиделио», Моцартом, Шуманом и другими.

#### Оперная реформа Глюка

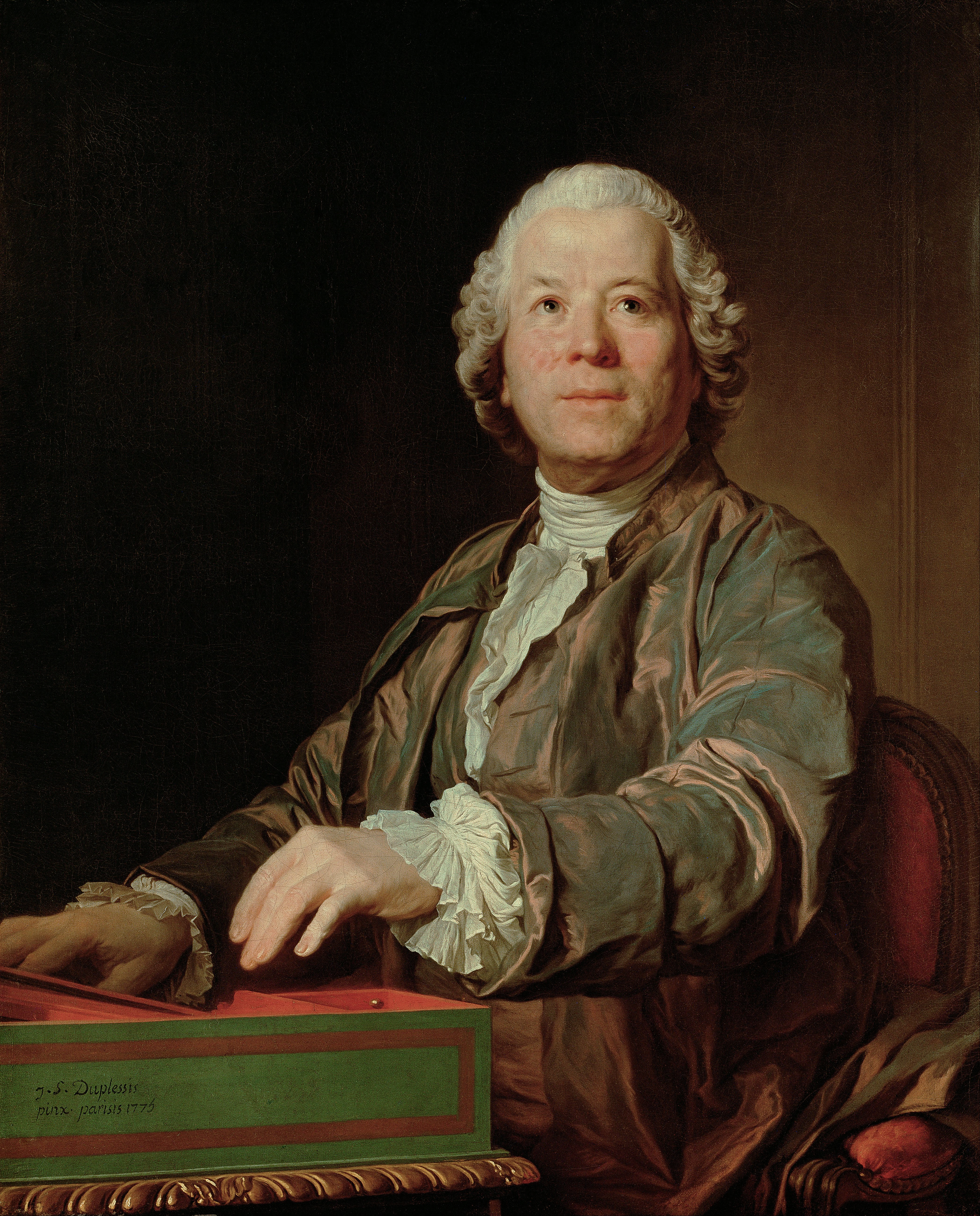
Кристоф Виллибальд Глюк

В период с 1762 по 1789 год австрийский композитор Кристоф Виллибальд Глюк создал концепцию новой оперы и воплотил её в ряде своих сочинений, произведя тем самым реформу оперного искусства. К этому времени Глюк был зрелым композитором, создавшим в Вене немало произведений в жанре оперы-сериа, и чётко осознавал назревшие проблемы жанра. К 1760-м годам традиционное оперное искусство в Италии и Франции, на которые ориентировались в своём творчестве композиторы остальных европейских стран, вошло в период кризиса. Помимо музыкального аспекта, в обществе возникла потребность в подлинно героических произведениях, которую привычная форма оперы удовлетворить не могла.
В 1762 году на либретто Раньери ди Кальцабиджи, своего активного единомышленника, Глюком была написана опера «Орфей и Эвридика», ставшая первым примером такого построения крупной оперной формы, где достигнуто абсолютное единство музыкального и сценического развития. За ней последовали «Альцест» (1767) и «Парис и Елена» (1770). Эти оперы Глюк сопроводил обширными предисловиями, в которых и изложил свою программу обновления оперного искусства. Он писал:

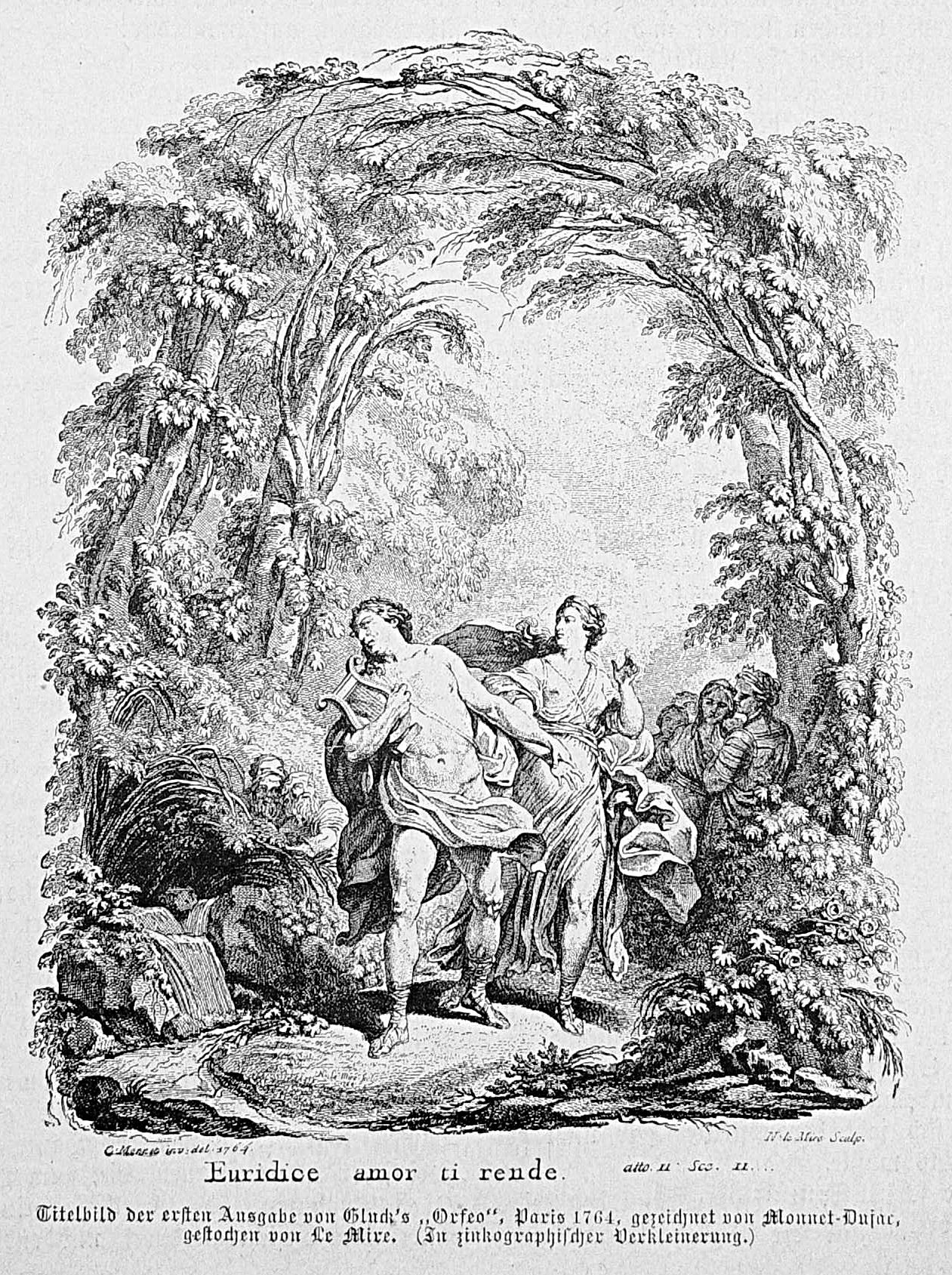
Обложка немецкого издания «Орфея и Эвридики» (1887)

«Я старался возвратить опере её настоящее назначение, поддерживать поэзию ради выражения чувства и усиливать интерес к драматическим положениям, не прерывая действия и не искажая его излишними украшениями. Я полагал, что музыка должна быть для поэзии тем, чем живость красок и удачное смешение света и тени для безошибочного и стройного рисунка, служа только к оживлению фигур без разрушения контуров. Кроме того я думал, что значительную часть моих усилий я должен направить на достижение благородной простоты. Вот почему я избегал роскошествовать трудностями за счёт ясности. Я никогда не придавал значения новой мысли, если она не проистекла из самой ситуации и соответствовала выражению чувств. Наконец, я полагал, что во имя драматического эффекта я могу пожертвовать даже существующими правилами».
Для своих реформаторских опер Глюк больше не использовал название opera seria, применяя термин dramma per musica («музыкальная драма»). В музыкальном отношении новый образец оперы объединил французскую трагедию и традиции итало-испанской оперы Махо и Траэтта. Для неё характерны простота и естественность драматического выражения, отсутствие больших сольных сцен, возросшая роль хора.
Считается, что своим творчеством этого периода композитор подытожил и обобщил отдельные тенденции в развитии оперного искусства, проявлявшиеся ранее не только в Германии, но и в остальных странах, где получило распространение оперное искусство. Т. Н. Ливанова отмечает, что «в отношении к опере как к музыкально-драматическому жанру Глюк поднялся на новую эстетическую ступень».
Однако новизна реформаторских опер Глюка была принята не сразу. В Вене и Италии «Орфей» успеха не имел, публика нашла музыкальную драму скучной. Понимание композитор встретил только в Париже, где в период с 1773 по 1779 год были поставлены его дальнейшие оперы «Ифигения в Авлиде» (на текст Расина), новая редакция «Орфея» (с тенором в заглавной партии вместо кастрата), «Армида», «Ифигения в Тавриде». При этом и во французской столице Глюку пришлось отстаивать свои позиции. Дискуссии приобрели большую остроту, противники винили композитора в отсутствии мелодии и слишком шумной инструментовке. Глюку был противопоставлен его итальянский коллега Никколо Пиччини. На стороне реформы Глюка выступили энциклопедисты Дени Дидро, Жан-Жак Руссо, Ж. Д’Аламбер, М. Гримм. Этот конфликт иногда называют в истории оперы «войной глюкистов и пиччинистов».
Из Парижа постановки его музыкальных драм распространились в Германии, где также породили споры; сторонниками реформы выступили поэты Клопшток, Виланд, Гердер.
Влияние творчества Глюка на дальнейшее развитие оперного искусства очень велико. Среди композиторов, подвергшихся его воздействию, называют Бетховена, Шумана, Берлиоза (в том числе и в мелодике вне пределов оперы), Антонио Сальери, Кателя, Андре Гретри, Антонио Саккини, Луиджи Керубини, Гаспаре Спонтини и других. В России сильное впечатление сочинения Глюка произвели на Михаила Глинку.

#### Творчество Моцарта в опере

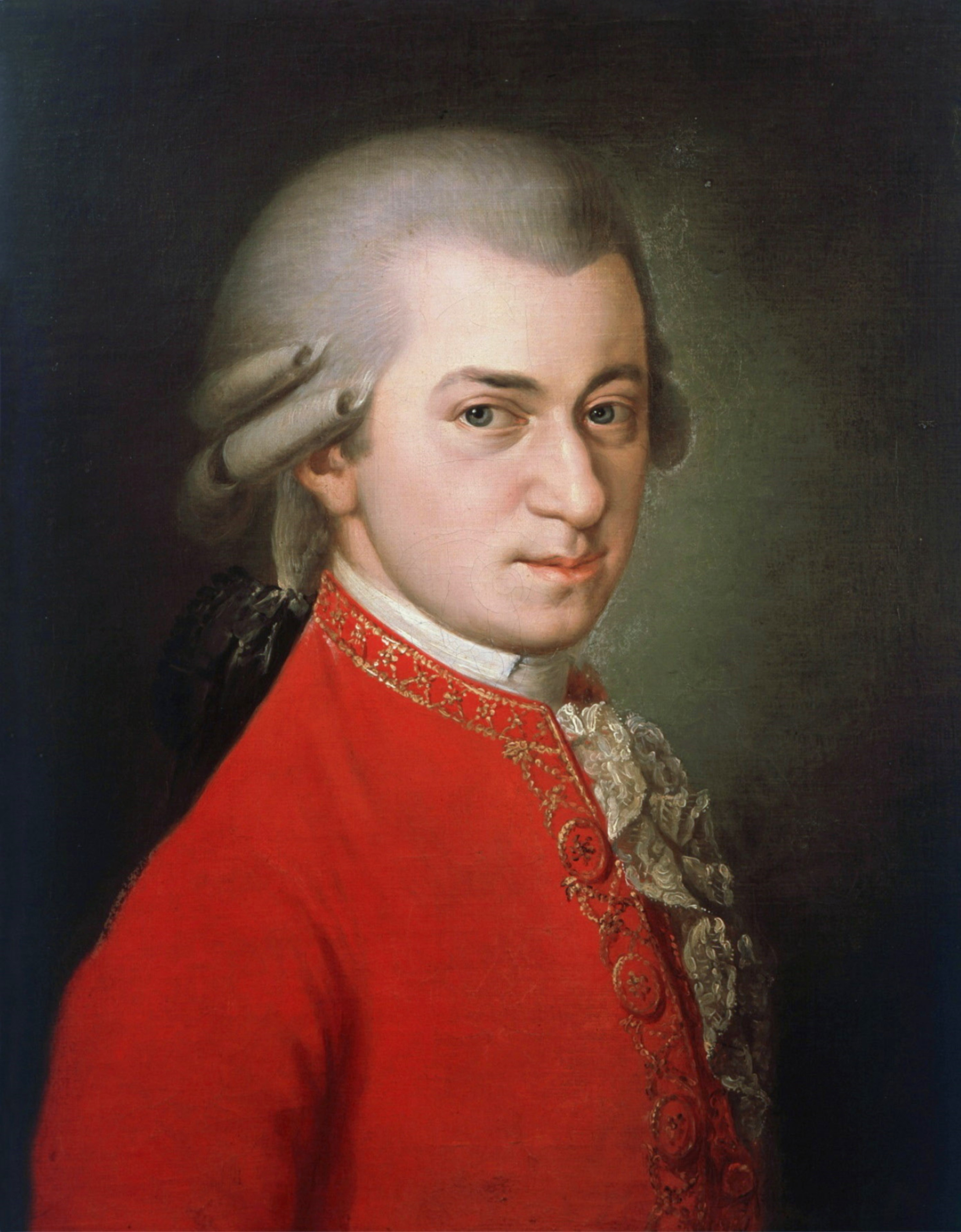
Вольфганг Амадей Моцарт

Работая в различных областях музыкального искусства, Моцарт особое внимание уделял опере. Его творчество в этом направлении отличается, с одной стороны, разнообразием, с другой — стремлением к выходу за рамки жанра и синтезу жанров. Всего Моцартом создано более двадцати опер. Среди них есть чистые оперы-сериа («Милосердие Тита») и чистые оперы-буффа («Так поступают все»). Однако в большинстве случаев композитор жанры смешивает. Сплетение серьёзного и смешного присутствует уже в зингшпиле «Похищение из сераля», и достигает высшей точки в «Доне Жуане», которого исследователи относят уже к трагикомедии.
Создавая свои оперы после декларации Глюком его реформы, Моцарт не стал последователем своего коллеги. Глюк ставил на первое место драматургию, считая, что, «садясь писать оперу, необходимо забыть о своём призвании музыканта». Моцарт, напротив, был убеждён, что «поэзия — прислужница музыки». Моцарт стремился к созданию немецкой оперы, он утверждал, что каждая нация должна иметь свою оперу и немецкий язык пригоден для этого не менее других, однако не стремился и отказываться от достижений итальянской оперы-сериа и вообще всех разновидностей оперы. С точки зрения Т. Н. Ливановой, «Моцарт действовал как художник-максималист: он воспринял всё лучшее от итальянской оперы-сериа, взял всё сильнейшее у Глюка, и при этом не только не ограничил себя, но широко развил и обогатил музыкальную концепцию оперы».
Е. М. Браудо полагал, с одной стороны, что «исторически Моцарт представляет собою реакцию против реформы Глюка и всей той огромной работы в деле осуществления музыкальной драмы, которыми руководились прогрессивные композиторы конца XVIII столетия», но вместе с тем признавал, что «ни единым словом не обмолвившись о необходимости реформы оперы, сделал исторически гораздо больше для практического осуществления этой реформы, чем его предшественник Глюк».

##### Отдельные оперы
«Похищение из сераля» (1782) считается лучшим зингшпилем своего времени, оказавшим значительное воздействие на дальнейшую немецкую оперу. От предшествующих зингшпилей «Похищение» отличается большей ролью музыки и отодвинутыми на второй план диалогами. Сохранив сюжет, вполне уместный в традиционном зингшпиле, и его поэтичность, Моцарт при этом подчинил всё действие музыке. По мнению исследователей, «Похищение из сераля» уже перерастает свой жанр, представляя новый тип немецкой комической оперы.

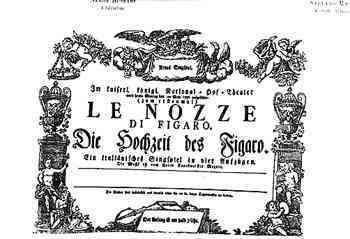
Титульный лист либретто «Свадьбы Фигаро»

«Свадьба Фигаро» (1786) — не менее новаторская опера. В ней сохраняются традиции итальянской оперы-буффа, но внесён и жизненный реализм. «Свадьба Фигаро» считается первой оперой характеров, так как именно характер персонажа, а не условная маска, определяет здесь выразительные средства, которыми пользуется автор. Характеристики героев проявляются не только в ариях, но в первую очередь в многочисленных ансамблях (дуэтах, трио), которые к тому же служат узлами драматического действия. Кроме того, от привычной оперы-буффа «Свадьба» отличается необычной композицией, нетипичным соотношением партий действующих лиц. «Благородный герой» не только не является главным персонажем, но и по ходу действия оказывается вовсе не благородным.
«Дон Жуан» (1787) представляет собой один из первых образцов трагикомедии в опере. Серьёзное и забавное соединяются как образе центрального персонажа, так и собственно в действии оперы. С оперой-буффа «Дона Жуана» роднит композиция (два акта с большими финалами), преобладание низких мужских голосов, жанровый характер многих арий. Однако Моцарт включает в оперу эпизоды, не являющиеся необходимыми для развития интриги, но важные для развития драмы, чего не было ни в предшествующей опере-буффа, ни в его же «Свадьбе Фигаро».
В целом, особенности творчества Моцарта в сфере оперного искусства Е. М. Браудо выразил следующим образом:

«Его музыка настолько гениально углублена, а звуковой язык настолько гибок, что мельчайшие подробности драматической характеристики выражаются в его оперных партитурах с поразительной естественностью и простотой совершенно; непререкаемо. Гармоничность всего творческого процесса у Моцарта была такова, что музыкальная стихия у него абсолютно сливается со словом, сюжетом. Он, пожалуй, как никто из композиторов, обладал способностью мыслить музыкальными образами. Каждый драматический момент у него сливается с определенно мелодическими представлениями.»

##### «Волшебная флейта»

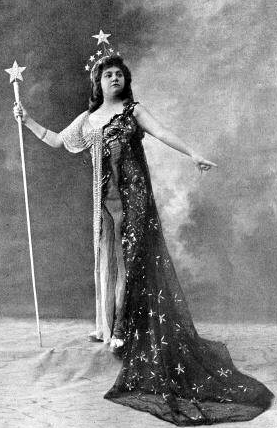
«Волшебная флейта». Царица ночи (Бельгия, 1912)

Последняя опера Моцарта «Волшебная флейта» (1791), как указывает А. А. Гозенпуд, совмещая пение и разговорную речь, «опирается на традиции зингшпиля». Однако определение зингшпиля в полной мере к ней не подходит, равно как и определение комической оперы, трагикомедии или музыкальной драмы.
Взятый композитором за основу наивный, сказочный сюжет позволяет ему пренебречь драматическим развитием, интригой, подробностями фабулы, допустить нелогичные повороты действия и неожиданные ситуации, частые перемены места действия. Для него важнее предельно ясная, отчетливая обрисовка каждой сцены и яркость каждого из создаваемых им образов. Ради этого он переосмысливает некоторые традиционные приёмы (колоратуры в арии персонажа — Царицы ночи — впервые используются не как вокальное украшение, а как средство раскрытия её характера), Нередко в портретах персонажей оперы используются жизненные наблюдения и бытовые штрихи. Связь между отдельными эпизодами устанавливается через систему контрастов.
Вместе с тем, эта сказка содержит в себе и морально-философские идеи, характерные для эпохи Просвещения. Большое внимание здесь уделяется общей атмосфере действия, всё происходящее облечено таинственностью и мистической (масонской) символикой.
Либретто оперы написано на немецком языке. А. А. Гозенпуд отмечает, что и музыка «Волшебной флейты» «глубоко национальна и подлинно народна. Она бесконечно разнообразна по музыкальным формам — от простой куплетной песни до сложнейших полифонических построений. Грубоватый комизм, выспреннюю риторику либретто композитор снимает, добиваясь поразительного стилистического единства. Музыка передаёт многообразие жизни, в которой слиты смешное и возвышенное, благородное и низменное».
В силу того, что в произведениях Моцарта с большой выразительностью проявились все основные направления в развитии музыки, свойственные XVIII веку, его творчество, как считается, подводит итоги этого столетия, в том числе в области оперы. Иногда в качестве воплощения конечного итога, обобщением развития музыки XVIII века называют именно «Волшебную флейту».

### XIX век

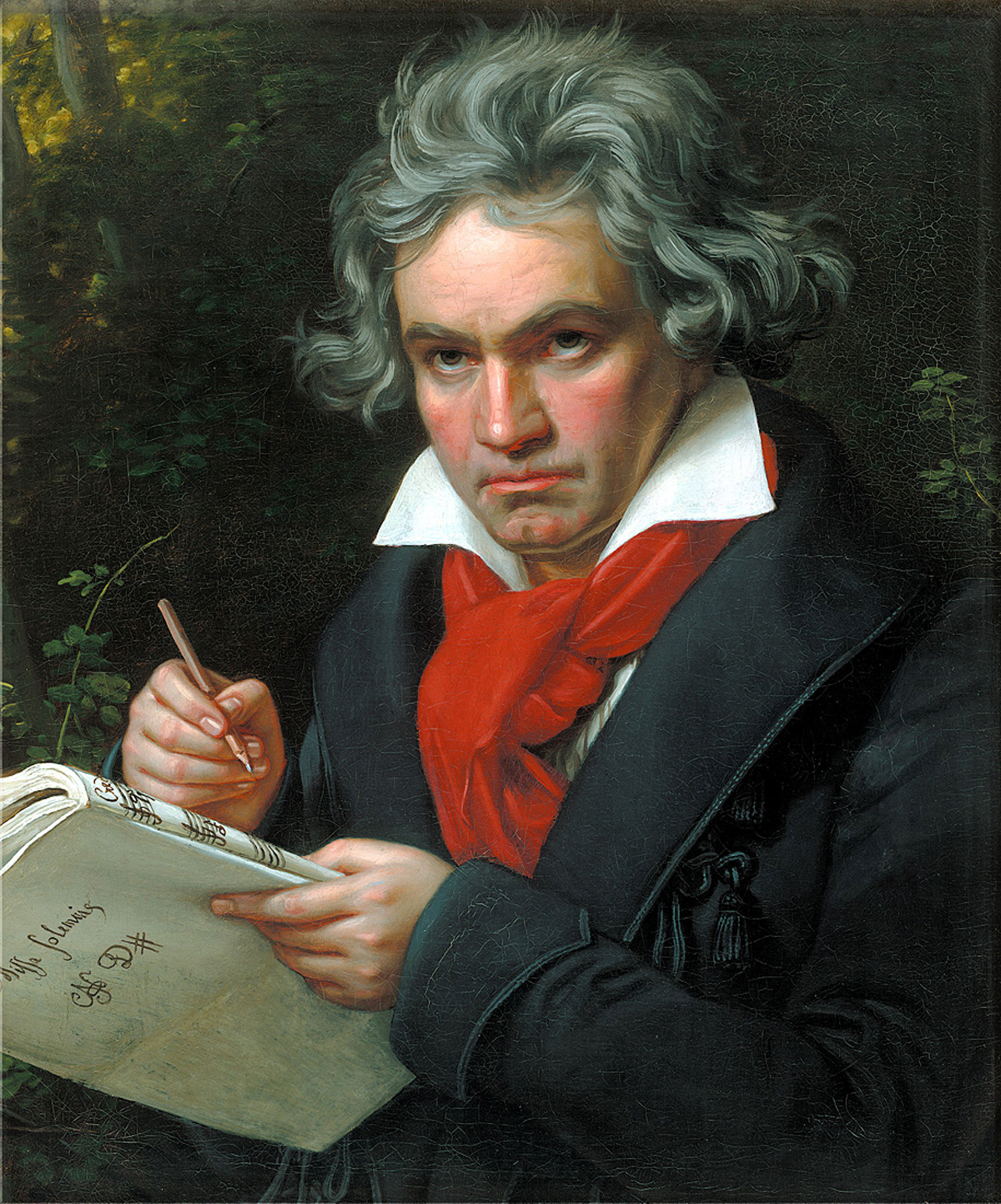
Людвиг ван Бетховен

На рубеже XVIII—XIX веков, после событий Великой французской революции, во многих сферах европейской культуры распространилось романтическое направление, затронувшее литературу, живопись, архитектуру и, не в последнюю очередь, музыку. Романтизм нашёл своих последователей во многих странах Европы и в Америке, но классической страной романтизма была Германия, где революционные события «были пережиты „идеально“». Именно романтизм даёт в XIX столетия новый толчок для развития немецкой оперы, и именно с этим направлением связаны наиболее значимые эпизоды оперной истории века.

#### «Фиделио»
Промежуточное положение между эпохами классицизма и романтизма в музыке занимает творчество Людвига ван Бетховена, в котором наибольшее место отведено симфоническим произведениям. Бетховен — автор только одной оперы, «Фиделио», однако в истории музыки ей придаётся существенное значение.
«Фиделио» по своей стилистике — героическая опера, напоминающая жанр «оперы спасения», возникший в революционной Франции. Её отличительные особенности — возвышенный пафос, напряжённый драматизм и экспрессивность музыки. При этом музыковеды отличают эклектичность этого произведения, где трагические ораториальные эпизоды перемежаются бытовыми и даже комическими. Помимо арий, ансамблей и речитативов, Бетховен включил в оперу разговорные диалоги — типичный элемент зингшпиля.
Е. М. Браудо писал, что, «несмотря на неустойчивость стиля единственной бетховенской оперы, в которой непосредственно сопоставлены элементы зингшпиля и высокой музыкальной трагедии, она, благодаря небывалой мощи трагических акцентов, своей глубокой серьезности, является прямым предшественником вагнеровской музыкальной драмы».

#### Немецкая романтическая опера

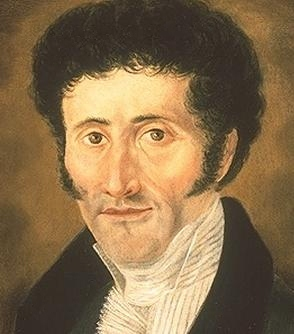
Эрнст Теодор Амадей Гофман

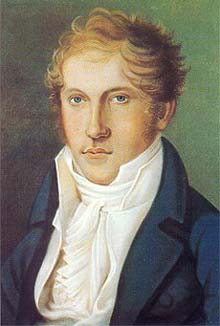
Людвиг Шпор. Автопортрет

В 1810-х появляются первые романтические оперные произведения. Среди них — первая немецкая романтическая опера «Ундина» (1813), написанная Э. Т. А. Гофманом, уже к тому времени начавшим раскрываться как романтик-прозаик, «Фауст» Людвига Шпора (1816). В этих сочинениях проявляется свойственное всему художественному направлению отрицание обыденности, интерес к необычному, фантастическому, сверхъестественному. Однако фантастическое в музыке проявляется преимущественно в виде декоративного элемента. В «Ундине» Гофман впервые пробует применить принцип лейтмотива, в дальнейшем последовательно реализованный Вагнером.
Ключевым событием в истории немецкого оперного искусства считается появление оперы Карла Марии фон Вебера «Волшебный стрелок» (1820) на сюжет народной легенды. С этой оперой исследователи связывают возрождение немецкой национальной оперной школы, заявившей резкий протест против иностранных музыкальных влияний. Интенсивное развитие романтической оперы, для которой характерно слияние бытовых черт и фантастики, начинается именно после «Волшебного стрелка».

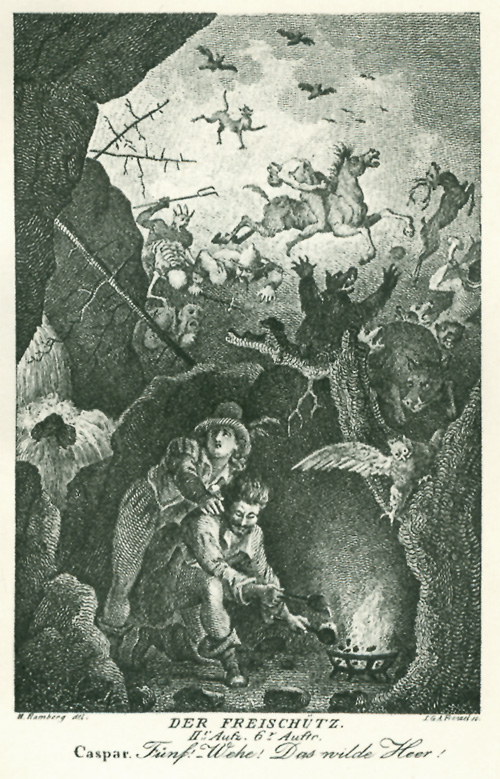
Иллюстрация к «Волшебному стрелку» К. М. Вебера

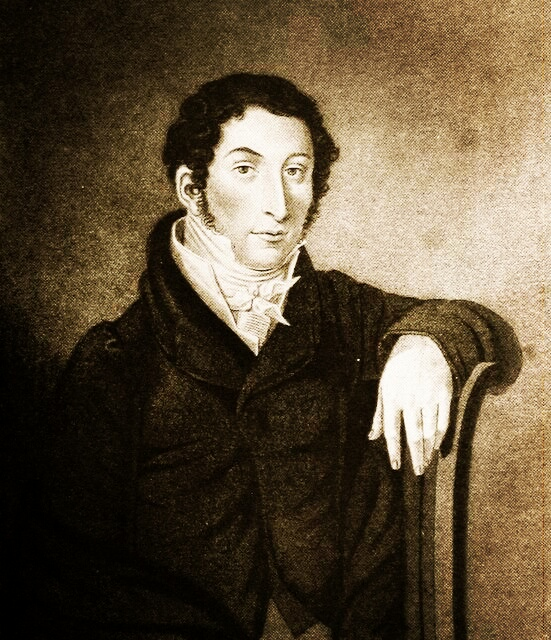
Карл Мария фон Вебер

У Вебера, как указывает М. Друскин, народно-бытовые элементы зингшпиля сочетаются с признаками романтической драмы. В опере соединились народный сюжет, картины крестьянского и охотничьего быта, исполненные поэзии образы природы. В «Стрелке» использованы достижения предшественников Вебера — Бетховена, Гофмана и Шпора, но, в отличие от них, как показывает Н. А. Антипова, «фантастическое становится не только основным двигателем драматического действия, но „материализуется“ в таинственный, красочный музыкальный мир». Отмечают, что для «Волшебного стрелка» характерны общий романтический колорит, новизна музыкально-гармонических средств и тембровых красок, действенная роль лейтмотивов, усиление значения оркестра. Как музыкальный материал композитор использовал народные немецкие песни и такие жанры, как вальс и марш.
В дальнейшем Вебер продолжил развивать романтическую тему в операх «Эврианта» (1823), по мотивам старинной рыцарской легенды, «Оберон» (1826), на сказочный сюжет, и других. Их популярность значительно уступала успеху «Волшебного стрелка».
В целом, историческое значение творчества Вебера Е. М. Браудо оценивает следующим образом:

«Идея национальной оперы, основанной на широком использовании элементов народно-песенного характера, была осуществлена Вебером в момент чрезвычайно удачный. На своей родине он совершенно вытеснил модную итальянскую и французскую оперу, и успех Вебера оказался в конце концов международным, ибо идея национальной оперы, как таковой, одинаково хорошо воспринималась как в самой Германии, так и за её пределами. Международное господство итальянцев в области оперной чувствовалось, как жестокое засилие, а потому передовые музыкальные умы Европы встретили веберовскую оперу как знамение новой освободительной эпохи. Вебер, композитор, с точки зрения абсолютно музыкальных требований стоящий значительно ниже своих великих современников Бетховена и Шуберта, за очень короткий срок приобрёл общегерманскую и даже европейскую известность, какую не знали при жизни ни тот, ни другой.»

За Вебером последовали многие композиторы-романтики, среди которых такие авторы, как Генрих Маршнер (1795—1861), создавший произведения «Вампир» (1828), «Храмовник и еврейка» (1829), Фридрих фон Флотов (1812—1883), перу которого принадлежит опера «Марта» (1847), и другие.
В жанре комической оперы в этот период проявили себя Густав Альберт Лорцинг (1801—1851), написавший оперу «Царь и плотник» (1831) по историческому анекдоту о Петре I, в которой продолжились традиции зингшпиля (в то же время, по мнению Е. М. Браудо, «Лорцинг скорей вульгаризировал, чем развил тип романтической оперы, „зингшпиля“. Утончённость, сложность и романтический дух эпохи Вебера и Гофмана ему были совершенно чужды»), Отто Николаи (1810—1849), автор оперы «Виндзорские проказницы» (1849), о которой некоторые источники отзываются как о произведении, «чудесном по своему мелодическому богатству», «блещущем задорным юмором, свежестью своих мелодий и почти моцартовской лёгкостью в трактовке вокальных партий», Петер Корнелиус («Багдадский цирюльник», 1858) и другие композиторы.

#### Творчество Вагнера

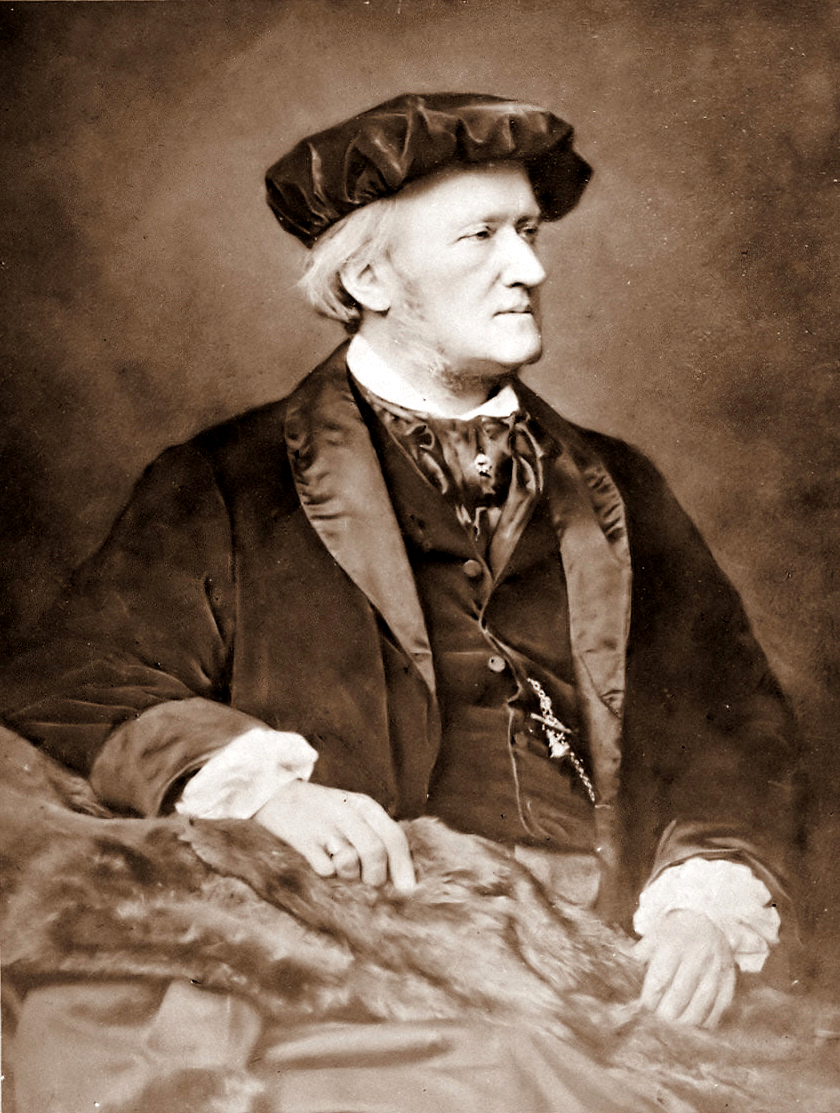
Рихард Вагнер

Начиная с середины XIX века развитие немецкого оперного искусства связано преимущественно с творчеством композитора Рихарда Вагнера (1813—1883). За период с 1833 по 1882 год он написал тринадцать опер, осознанно сосредоточившись на этом музыкальном жанре и не оставив, за небольшими исключениями, других произведений.

##### Романтические оперы

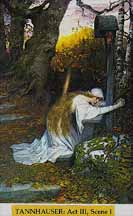
Ф. Лееке. Иллюстрация к опере «Тангейзер»

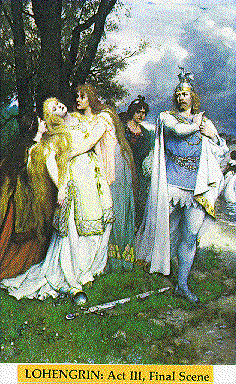
Ф. Лееке. Иллюстрация к опере «Лоэнгрин»

В первый период своего творчества Вагнер ориентируется на сочинения немецких композиторов-романтиков, в первую очередь Вебера («Феи», 1833), французскую комическую («Запрет любви», 1836) и большую оперу («Риенци», 1840), где образцами для него послужили оперы Г.Спонтини и Дж. Мейербера.
Реформаторская деятельность Вагнера началась с оперы «Летучий голландец» (1841). В этой и двух следующих операх, «Тангейзере» (1845) и «Лоэнгрине» (1848), как считает Б. В. Левик, завершается развитие двух направлений романтической оперы, открытых в произведениях Вебера: демонического («Волшебный стрелок») и рыцарского («Эврианта»). Им свойственно преобладание психологического начала и отступление на второй план театральности, драматического действия.
По словам Б. В. Левика, «не развлекать публику пышным зрелищем и легкодоступной музыкой было целью Вагнера, а создать серьёзное произведение искусства, полное глубокого идейного смысла, раскрывающегося через неразрывный союз драматического действия и музыки, драму — целостную и монолитную».
Вагнер отказывается от номерной структуры оперы, в ткань повествования каждой из опер вводятся лейтмотивы: каждый из центральных образов произведения (Лоэнгрин и Эльза, Тельрамунд и Ортруда в «Лоэнгрине»; рыцари, Венера — в «Тангейзере» и т. д.) наделяется Вагнером своим интонационным комплексом, который возникает в наиболее важных, узловых моментах и характеризует определённую линию драмы.
Внешнее сценическое действие в этих операх статично и представляет собой чередование больших сцен, в которых музыка раскрывает динамику чувств и переживаний героев. При этом, несмотря на возросшую роль оркестра в развитии действия, вокальные партии остаются самостоятельными и наравне с оркестром выражают мелодическое содержание оперы, оркестр пока не подавляет их и не поглощает. Значимую роль играют жанровые, хоровые и ансамблевые сцены.
Итогом этого периода стал цикл теоретических работ Вагнера, в частности книга «Опера и драма» (1850), в которых Вагнер переосмыслил и сформулировал для публики свой взгляд на дальнейшие пути оперы и которые, по словам Е. М. Браудо, «произвели полный переворот в воззрениях на музыкально-драматическое искусство». Композитор резко осудил условности прежней оперы, несоответствие её музыки драматическому содержанию и другие недостатки, предложив собственную концепцию музыкальной драмы, где музыка представляет собой важнейшее средство воплощения содержания оперы. Одним из необходимых условий получения нужного результата Вагнер считал соединение в одном лице композитора и либреттиста, что уже было им неоднократно реализовано во всех его операх, начиная с «Фей».

##### «Кольцо нибелунга»

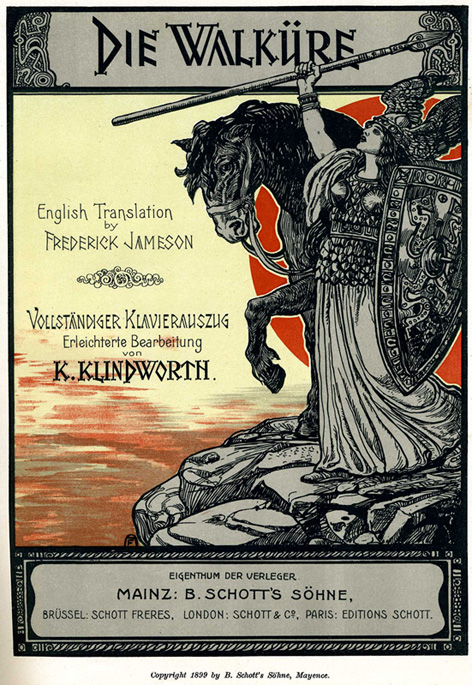
Обложка издания либретто оперы «Валькирия» (1899)

Наиболее последовательно концепция Вагнера воплотилась в «Кольце нибелунга» — цикле из четырёх взаимосвязанных опер: «Золото Рейна» (1854), «Валькирия» (1856), «Зигфрид» (1871), «Гибель богов» (1874), созданном на основе скандинавских и немецких легенд и мифов, в том числе таких произведений, как «Старшая Эдда» и «Сага о Вёльсунгах». Философская концепция тетралогии принадлежит самому автору.
«Кольцо нибелунга» — масштабное эпическое произведение, в центре его насыщенного символикой повествования — магическое кольцо, выкованное из похищенного у Отца Рейна золота. В кольце воплощается власть над миром, оно же несёт проклятие для своего владельца. С этим предметом связаны ключевые образы тетралогии — создателя кольца карлика (нибелунга) Альбериха, героя-искупителя Зигфрида, бога Вотана, чей обман стал причиной появления проклятия, носителя идеи обречённости и власти рока, и другие. Завершается цикл катастрофой всемирного масштаба.

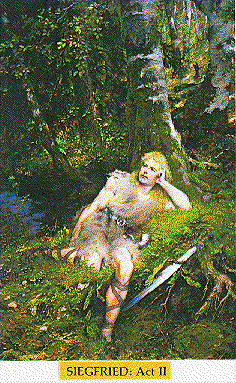
Ф. Лееке. Иллюстрация к опере «Зигфрид»

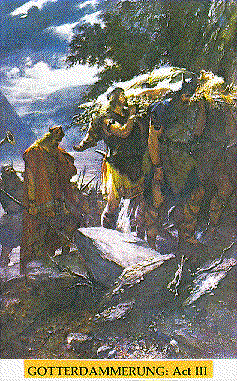
Ф. Лееке. Иллюстрация к опере «Гибель богов»

В операх цикла Вагнер избегает законченных арий, хоров, ансамблей, заменяя их длительными монологами и диалогами, перетекающими друг в друга, так называемой «бесконечной мелодией». По словам М. Е. Тараканова, «широкая распевность слилась в них с декламационностью в вокальных партиях нового типа, в которых непостижимо объединились певучая кантилена и броская речевая характерность».
По музыкальной структуре каждая из опер цикла представляет собой сплетение лейтмотивов. В первой опере тетралогии их несколько десятков, в «Гибели богов» количество лейтмотивов близко к сотне. Лейтмотивами наделены не только персонажи, но и неодушевлённые предметы, явления природы, человеческие эмоции, а также абстрактные категории (например, рок, судьба). Б. В. Левик приводит распространённое мнение, что «вагнеровская лейтмотивная система служит единственным средством музыкальной характеристики, и потому образы однозначны». Сам исследователь придерживается иной точки зрения, полагая, что это средство основное, но не единственное. Ряд действующих лиц обладает сразу несколькими лейтмотивами, призванными раскрыть разные стороны образа. В других случаях Вагнер, наоборот, объединяет героев общим лейтмотивом (введены лейтмотивы Зигмунда и Заглинды, Зигфрида и Брюнгильды и т. д.). Как отмечает М. Е. Тараканов, «лейтмотивы плавно переходят друг в друга, сочетаются в одновременном звучании, постоянно видоизменяются, но каждый раз они узнаются слушателем, прочно усвоившим закреплённое за нами смысловое значение». Среди других художественных средств, применяемых композитором, — вокальная декламация, интонационный строй вокальных партий.
В «Кольце» особенно велика роль оркестра — во многих случаях ему придаётся основная роль, а иногда он ведёт действие один, характерны инструментальные фрагменты «Кольца»: «Полёт валькирий», «Путешествие Зигфрида по Рейну», «Траурный марш Зигфрида» и другие. Сам оркестр увеличен до четверного состава, особенно усилена медная группа (помимо прочего, в неё входят восемь валторн) и ударные. Для исполнения музыки тетралогии композитором также предусмотрены шесть арф и 18 наковален разной величины. Е. М. Браудо отмечает, что Вагнер довёл до совершенства использование тембров музыкальных инструментов и их групп для создания драматической характеристики героев и сцен.
Чайковский отозвался об этой тетралогии как об «одном из громаднейших творческих планов, когда-либо зарождавшихся в голове человека». Вместе с тем, критики Вагнера увидели следующие недостатки «Кольца нибелунгов»: нарушение равновесия между вокальной и оркестровой партиями, увлечение оркестром в ущерб выразительным возможностям человеческого голоса, чрезмерно сложная система лейтмотивов, замена действия повествованием, вследствие чего снижается динамизм и напряжённость музыкальной драматургии.

##### Поздние оперы
Создание полного цикла «Кольцо нибелунга» заняло у Вагнера 26 лет. Между «Валькирией» и «Зигфридом» композитор написал ещё две оперы — «Тристан и Изольда» (1859) и «Нюрнбергские мейстерзингеры» (1868).
В опере «Тристан и Изольда», главной темой которой является трагедия любви и смерти, Вагнер полностью концентрируется на внутреннем мире и переживаниях своих героев, меньше заботясь о внешнем действии. В этом произведении находит высшее проявление симфонизация оперы. Основная драматическая нагрузка ложится на оркестровую партию, главным вокальным средством избран выразительный речитатив. Ещё одной характерной особенностью оперы является так называемый «тристан-аккорд», с которого опера начинается и который становится аккордовым лейтмотивом (или лейтгармонией) всей оперы, обобщая романтическую атмосферу страстного томления, наиболее важную для «Тристана и Изольды». По словам А. А. Гозенпуда, тристановский аккорд «открыл новые грани романтической гармонии».

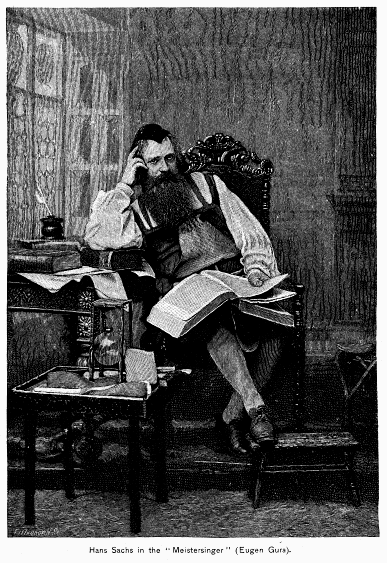
Ойген Гура в роли Ганса Сакса в «Нюрнбергских мейстерзингерах»

Как и в «Кольце нибелунга», Вагнер отказывается от номерной структуры оперы, выбирая единое, не расчленённое на части музыкально-драматургическое развитие. Как следствие, некоторые сцены необычно длинны, например, сцена Тристана и Изольды из II действия, как подчёркивает А. А. Гозенпуд, равна по размеру целому акту традиционной оперы. Вагнер и здесь применяет систему лейтмотивов, с той разницей, что в «Тристане и Изольде» эта система целиком служит передаче душевного мира персонажей. Соответственно, подавляющее большинство лейтмотивов относится к сфере чувств и нравственных понятий.
Опера «Нюрнбергские мейстерзингеры», в отличие от других вагнеровских сочинений, написана на историко-бытовой сюжет. Её характеризует полифонический склад музыки и, по сравнению с остальными операми Вагнера этого времени, гораздо более традиционный стиль. В ряде фрагментов «Мейстерзингеров» широко использованы элементы немецкого фольклора; сюжет о соревновании певцов, пародирующий собственную же оперу «Тангейзер», позволяет Вагнеру включить в оперу ряд песен и хоров. Опера отличается богатой и выразительной мелодикой, лиричностью и юмором, а также огромным размером произведения — продолжительность чистой музыки в опере составляет 4 часа 5 минут.

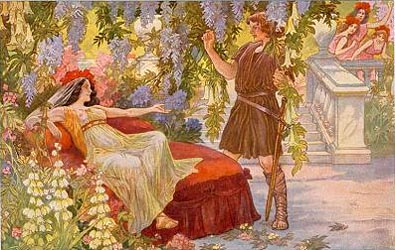
Парсифаль и Кундри. Открытка

Последнее произведение Вагнера — драма-мистерия «Парсифаль» (1882) — представляет собой синтез всех предыдущих творческих находок Вагнера. Тут есть и система многочисленных лейтмотивов, присутствующих как в оркестровых, так и вокальных фрагментах, полифония в духе «Нюрнбергских мейстерзингеров» и образная многоплановость, напоминающая о «Кольце нибелунгов». В «Парсифале» почти нет живого сценического действия, здесь, как в «Тристане и Изольде», эпически медленно сменяются долгие сцены. В опере противопоставлены два мира — мир христианского благочестия и мир греховной чувственности, каждому из которых присуща своя интонационная сфера, в первой преобладают хоральность, диатоничность и тональная устойчивость, во второй — сложные гармонии, хроматизмы и тональная неустойчивость. Вместе с тем, два мира органически объединяются композитором в единое целое.

##### Значение творчества Вагнера
Как считает М. Е. Тараканов, «Вагнер занял совершенно исключительное положение в европейской музыке XIX столетия — трудно назвать композитора, который не испытал бы его влияния. Открытия Вагнера сказались на развитии музыкального театра в XX веке — композиторы извлекли из них уроки, но двинулись затем разными путями, в том числе и противоположными тем, какие наметил великий немецкий музыкант».
По словам Г. В. Крауклиса,

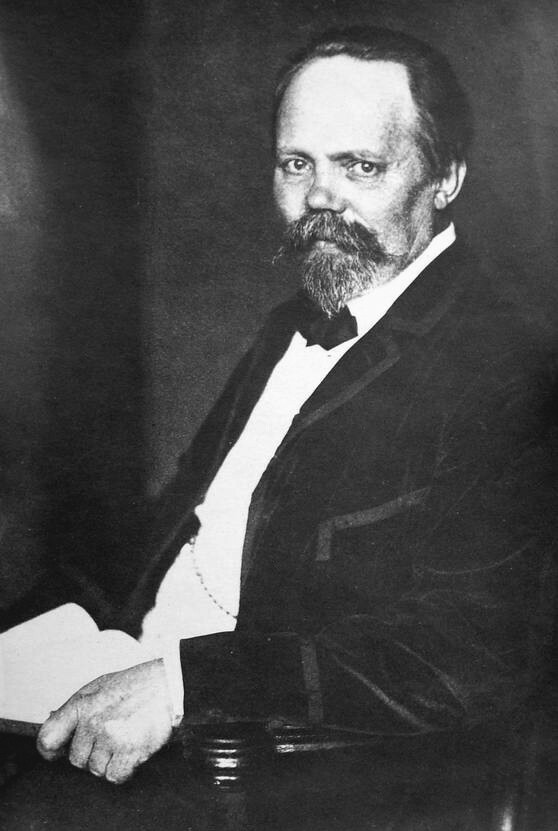
Э.Гумпердинк

Вагнеру принадлежит выдающаяся роль в реформе оперного искусства, которая привела к решению новых сложных художественных задач. Крупнейшие представители национальных оперных школ творчески осваивали достижения Вагнера, выступая в то же время против крайностей вагнеровской реформы (Ж. Бизе, Дж. Верди, П. И. Чайковский, Н. А. Римский-Корсаков и другие). Реформаторское творчество Вагнера оказало значительное воздействие на оперное исполнительство. Особая декламационная выразительность вокальных партий его опер и сложность оркестрового сопровождения ставили перед певцами новые задачи.

Под влиянием произведений Рихарда Вагнера в конце XIX века созданы, в частности, такие оперы, как «Гензель и Гретель» (1892) Энгельберта Гумпердинка, который использовал ряд характерных приёмов Вагнера, «Коррехидор» (1896) Хуго Вольфа.

### XX век
- Стелла Дуфекси

### На русском языке
- Евгений Цодоков. Опера. Энциклопедический словарь. — М.: Композитор, 1999. — 578 с. — ISBN 5852852023.
- Е.С. Чёрная. Опера. — М.: Государственное музыкальное издательство, 1961. — 125 с.
- Имре Балашша, Дьёрдь Шандор Гал. Немецкая опера. — Путеводитель по опере. — М., 1993. — 234 с.
- А.А. Хохловкина. Западно-европейская опера. — М.: Государственное музыкальное издательство, 1962. — 366 с.
- В. Ферман. История новой западноевропейской музыки: От французской революции 1789 г. до Вагнера. — М.: Государственное музыкальное издательство, 1940.
- В. Конен. История зарубежной музыки: Германия, Австрия, Италия, Франция, Польша с 1789 года до середины XIX века. — М.: Музыка, 1984.
- Е.С. Чёрная. Моцарт и австрийский музыкальный театр. — М.: Государственное музыкальное издательство, 1963. — 433 с.

### На иностранных языках
- Michael Hurd. An outline history of European music. — Novello, 1968. — 132 с.
- John Hamilton Warrack. German opera: from the beginnings to Wagner. — Cambridge University Press, 2001. — 447 с. — ISBN 0521235324. (недоступная ссылка)
- Richard L. Rudolph. The great tradition and its legacy: the evolution of dramatic and musical theater in Austria and Central Europe. — Berghahn Books, 2003. — 274 с. — ISBN 1571811737.
- George J. Buelow. Opera at Hamburg, Dresden and Vienna // A history of baroque music. — Indiana University Press, 2004. — 701 с. — ISBN 0253343658.
- Daniel Heartz, John A. Rice. Reform Opera // From Garrick to Gluck: essays on opera in the age of Enlightenment. — Berghahn Books, 2003. — 274 с. — ISBN 1571811737.
- Thomas Bauman. North German opera in the age of Goethe. — Cambridge University Press, 1985. — 444 с. — ISBN 0521260272.
- David Joseph Buch. Magic flutes & enchanted forests: the supernatural in eighteenth-century musical theater. — University of Chicago Press, 2008. — 450 с. — ISBN 0226078108.
- Daniel Heartz. Mozart's operas. — University of California Press, 1992. — 363 с. — ISBN 0520078721.
- Myer Fredman. From Idomeneo to Die Zauberflöte: a conductor's commentary on the operas of Wolfgang Amadeus Mozart. — Sussex Academic Press, 2002. — 205 с. — ISBN 1903900107.
- Edward J. Dent. The Rise of Romantic Opera. — CUP Archive, 1979. — 212 с. — ISBN 0521296595.
- Carl Dahlhaus, Mary Whittall. Fidelio // Ludwig van Beethoven: approaches to his music. — Oxford University Press, 1991. — 254 с. — ISBN 0198163991.
- Winton Dean. Beethoven and Opera // Ludwig van Beethoven, Fidelio / Paul Robinson. — Cambridge University Press, 1996. — 191 с. — ISBN 0521458528.
- Stephen C. Meyer. Carl Maria von Weber and the search for a German opera. — Indiana University Press, 2003. — 253 с. — ISBN 025334185X.
- Klaus Kropfinger. Wagner and Beethoven: Richard Wagner's reception of Beethoven. — Cambridge University Press, 1991. — 288 с. — ISBN 0521342015.
- Dieter Borchmeyer. Richard Wagner: theory and theatre. — Oxford University Press, 1991. — 423 с. — ISBN 019315322X.
- Mervyn Cooke. Twentieth-century opera. — Cambridge University Press, 2005. — 374 с. — (Cambridge companions to music). — ISBN 0521780098.
- Lawrence Kramer. Opera and modern culture: Wagner and Strauss. — University of California Press, 2004. — 257 с. — ISBN 0520241738.
- Sandra Corse. Operatic subjects: the evolution of self in modern opera. — Fairleigh Dickinson Univ Press, 2000. — 227 с. — ISBN 0838638589.